# 猿猴橋
猿猴橋（えんこうばし）は、広島県広島市の猿猴川に架かる道路橋。
橋名の由来は「猿猴川に架かる橋」であり、猿猴とは河童の一種である。左岸側の町名である猿猴橋町の名の由来にもなった。
最初の架橋は安土桃山時代、広島城が築城した頃である。1926年鉄筋コンクリート桁橋として永久橋化、これが現橋にあたる。
江戸時代は西国街道筋、近代は国道筋、現在は市道の橋である。広島駅開業当初は市内中心部へ向かう唯一の橋でもあった。広島市管理の現存する橋梁のなかでは最古のもの。被爆橋梁の1つである。土木学会選奨土木遺産。

## 諸元

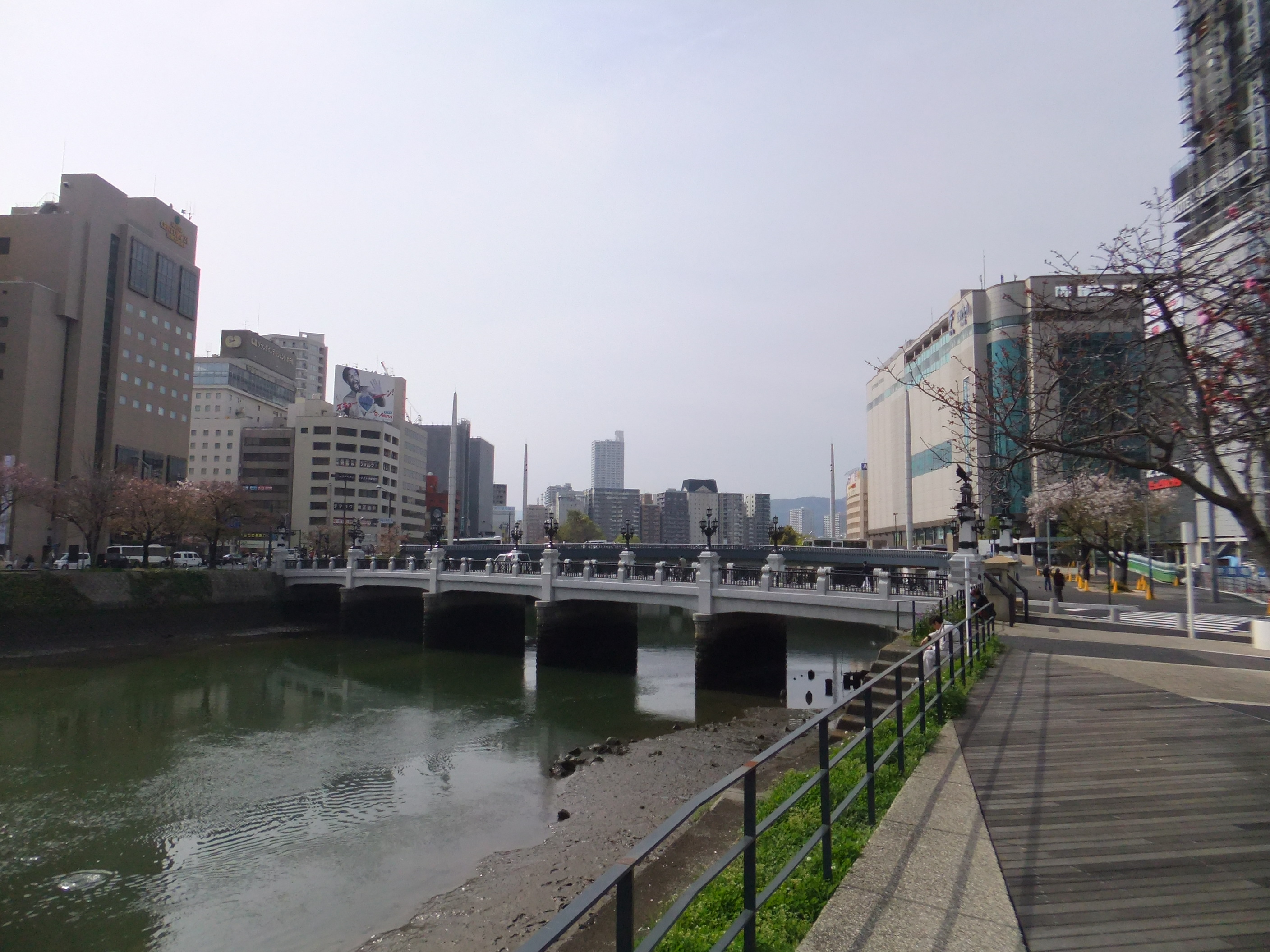
2016年

- 橋長 : 62.4m [1][3]
- 最大支間長 : 12.65m [1]
- （有効）幅員 : 8.5m [1][3]
- 上部工 : 3径間連続鉄筋コンクリート(RC)T桁橋 + 2径間連続RCT桁橋 [1][7][3]
- 下部工 : 石張RC橋台2基、石張RC壁式橋脚4基[7][3]
- 基礎工 : 橋台 - 杭基礎（地杭52本）、橋脚 - 3連井筒基礎[1][7]
- 設計 : 不明
- 施工 : 妻木組[8]
- 竣工 : 1926年（大正15年）3月[3]（あるいは2月[9]）

親柱・束柱・欄干は総花崗岩造。金物飾りは2016年に復元されたもの。1926年竣工当時にあったが、太平洋戦争中に金属類回収令により撤去されそのままとなっていたところ、住民運動により復活復元された。橋名を記した四隅の親柱の上に地球儀に乗り羽ばたく大きな鷹の像が、欄干には猿猴二匹が向かい合って1つの桃を掲げている飾りがついている。装飾の様式はセセッション式にあたる。

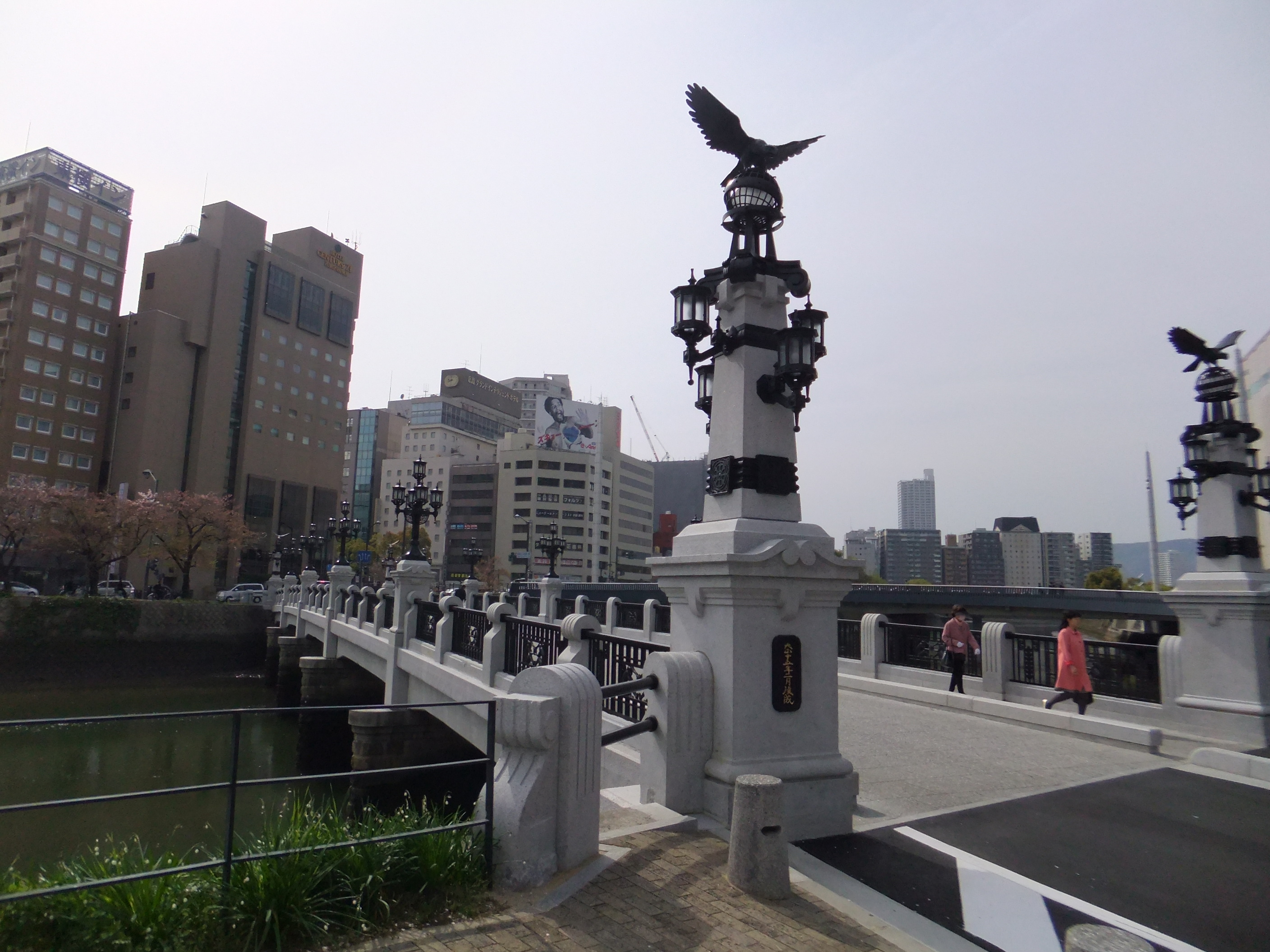
現橋（2016年 - ）。写真は2016年。
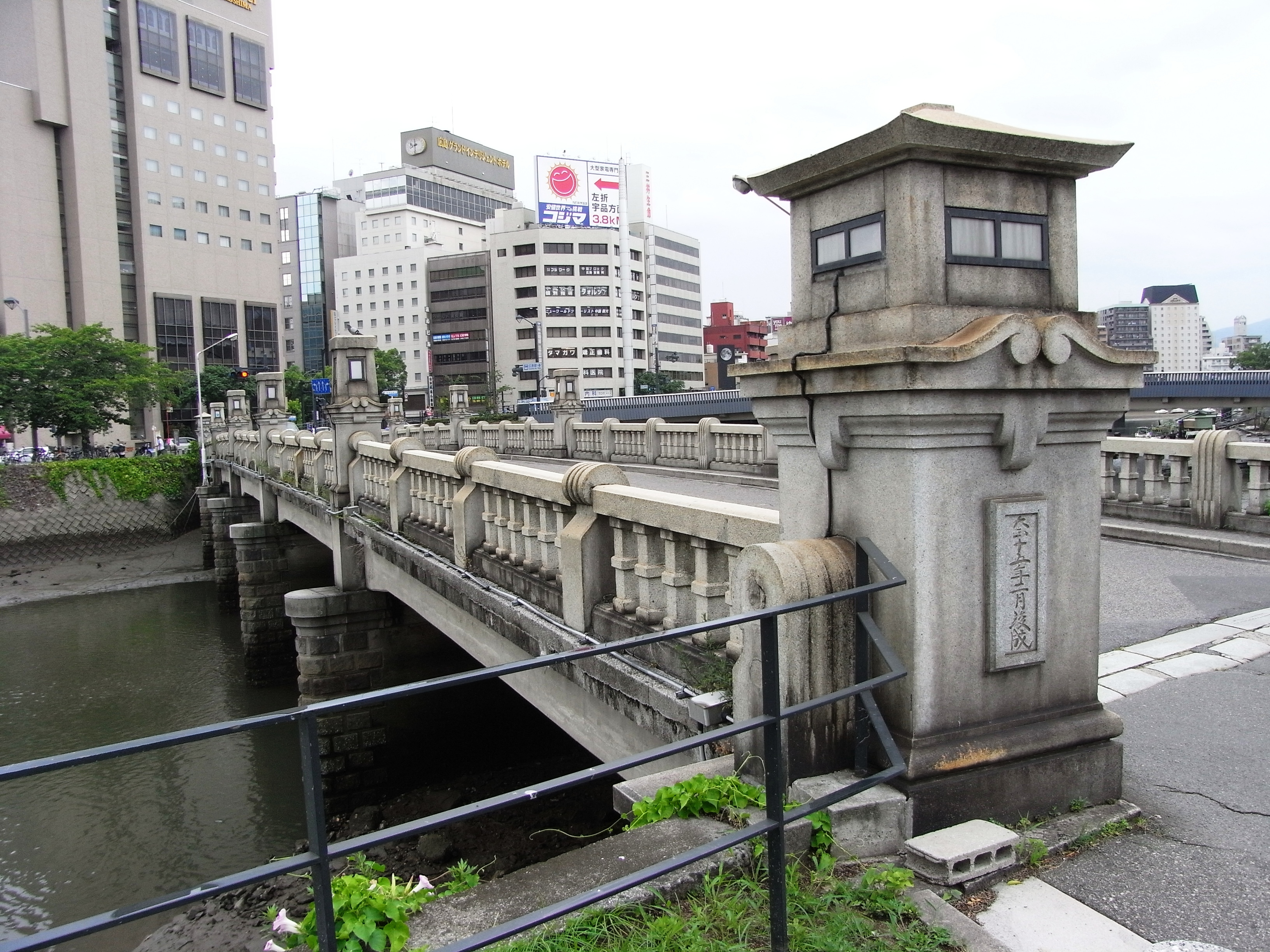
旧状況（2015年 - 1943年）。写真は2008年。
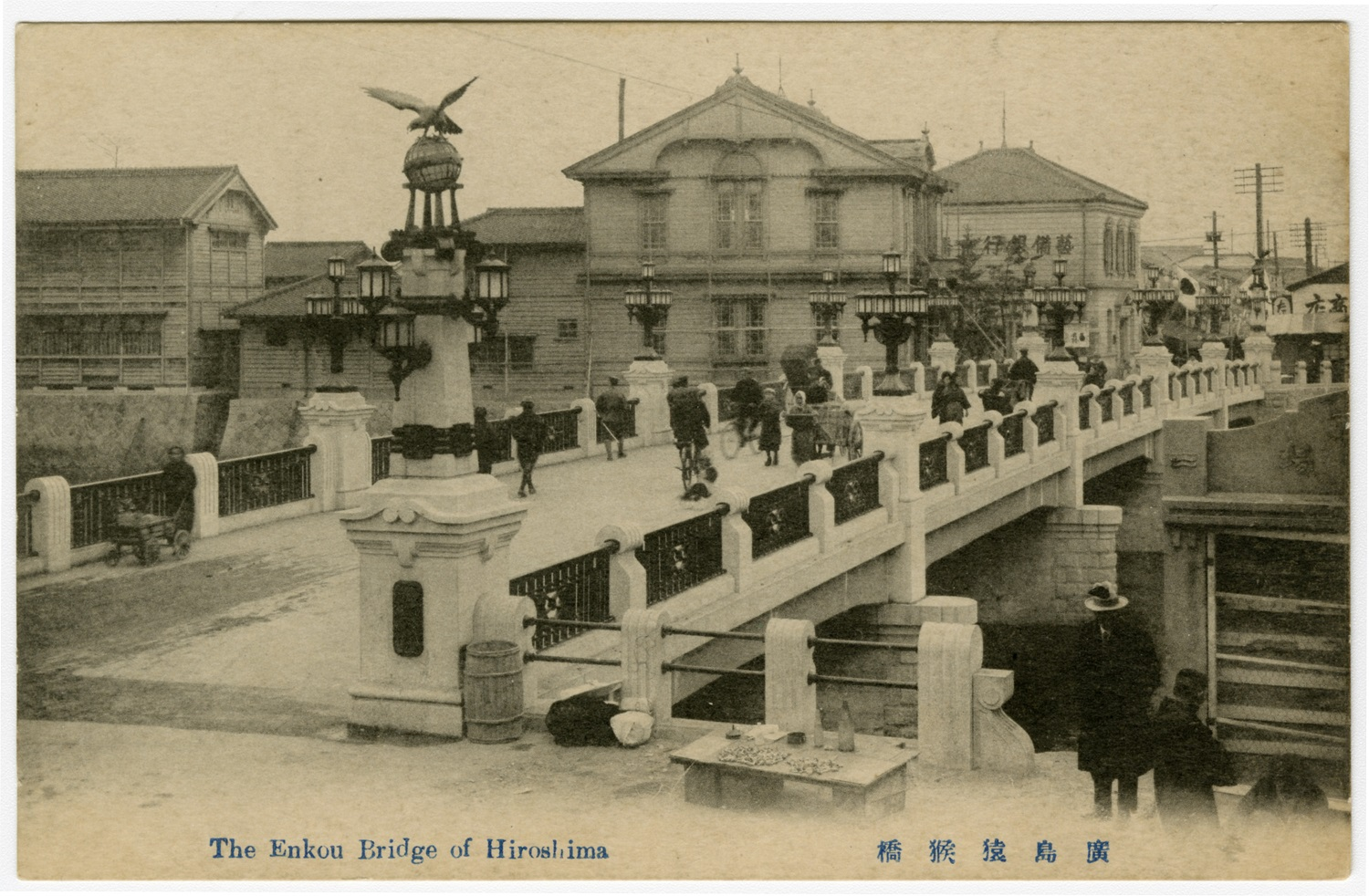
旧状況（1942年 - 1926年）。写真は大正から昭和初期。

## 沿革

### 架橋
中国国分によって山陰道・山陽道のそれぞれ西部に広大な領地を有した安土桃山時代の大名毛利輝元は、九州征伐の終わった天正15年（1587年）以降、西国の政治的安定を背景に、本拠地を山間部に立地する安芸国吉田郡山城（広島県安芸高田市）より、水上交通に適した太田川水系の河口部に位置する安芸広島（広島県広島市）に遷した。新しい居城となった広島城（広島市中区）は天正19年（1591年）に完成し、輝元は同年1月8日に入城した。いくつか小集落があったもののほとんど何もない海浜だった広島であったが、その際に城下町が整備された。
猿猴橋が最初に木橋として架橋されたのはこの頃である。架橋年は、広島市が公開する資料では天正17年（1589年）頃あるいは天正19年京橋とほぼ同時期に完成としている。建設当時は「猿郎（えんろう）」の古語である「ゑんろう橋」「ヱンロウ橋」と名付けられた。

### 木橋時代
毛利氏時代の広島城絵図とされる『芸州広嶋城町割之図』で（西国街道筋となる）京橋・元安橋と共に描かれている。慶長元年（1596年）『毛利氏奉行人連署書状』に文禄の役のため名護屋城に向かう豊臣秀吉が通るため、（西国街道筋）己斐橋と「広島中の小橋」の修繕を命じられた事が書かれている。このことから山陽道（西国街道）は毛利氏時代、安土桃山時代に形成されていたとする説がある。
関ヶ原の戦いののち毛利氏の後に福島正則が広島城主となった。江戸時代初期の正則時代、猿猴の古語である「ゑんかう」「ヱンカウ」に名を改めている。また一般的には、正則が城下に西国街道を引き込んだとされている。さらに正則時代に猿猴橋町が整備されていった。

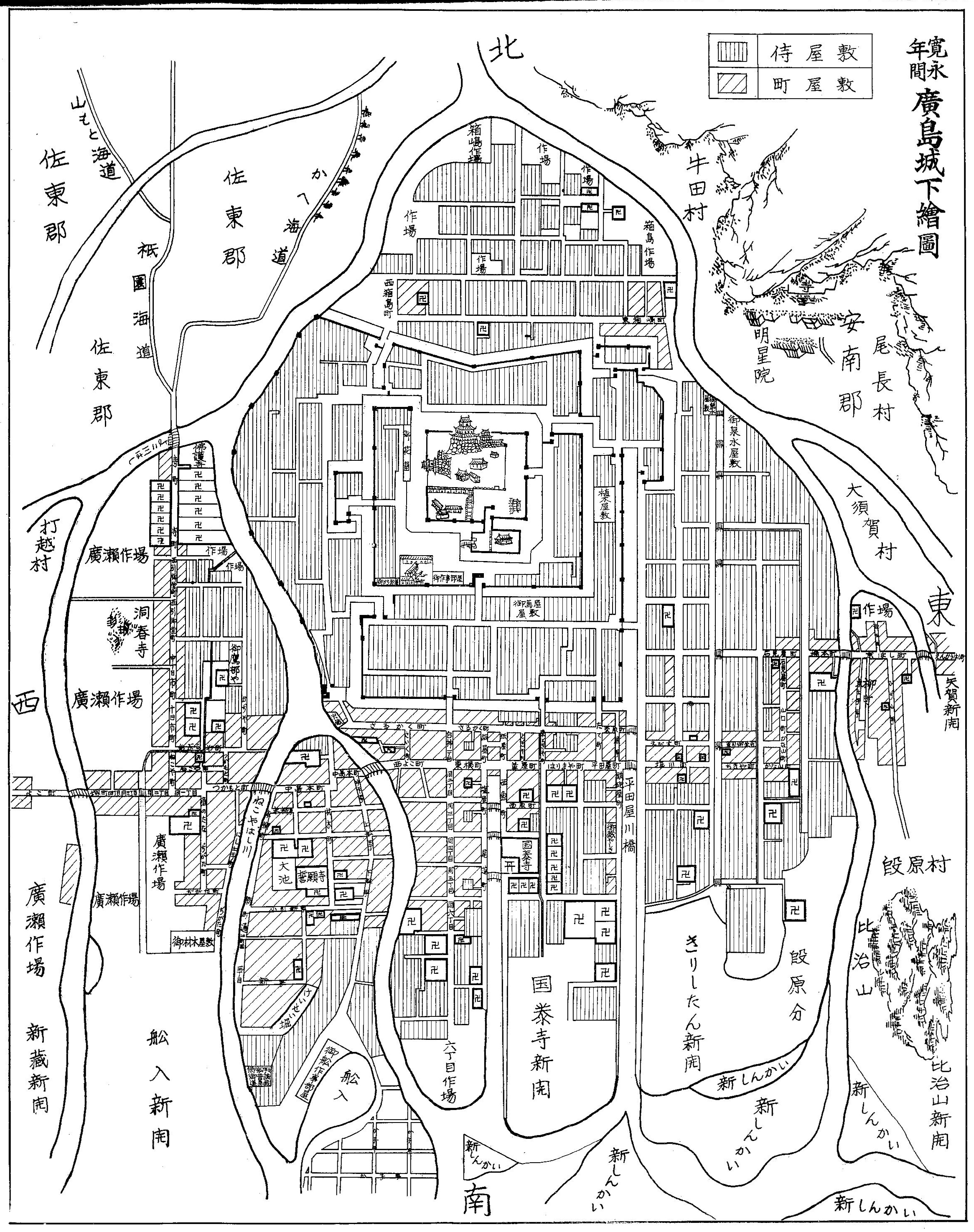
『寛永年間広島城下絵図』。右側に「えんかうはし町」が確認できる。
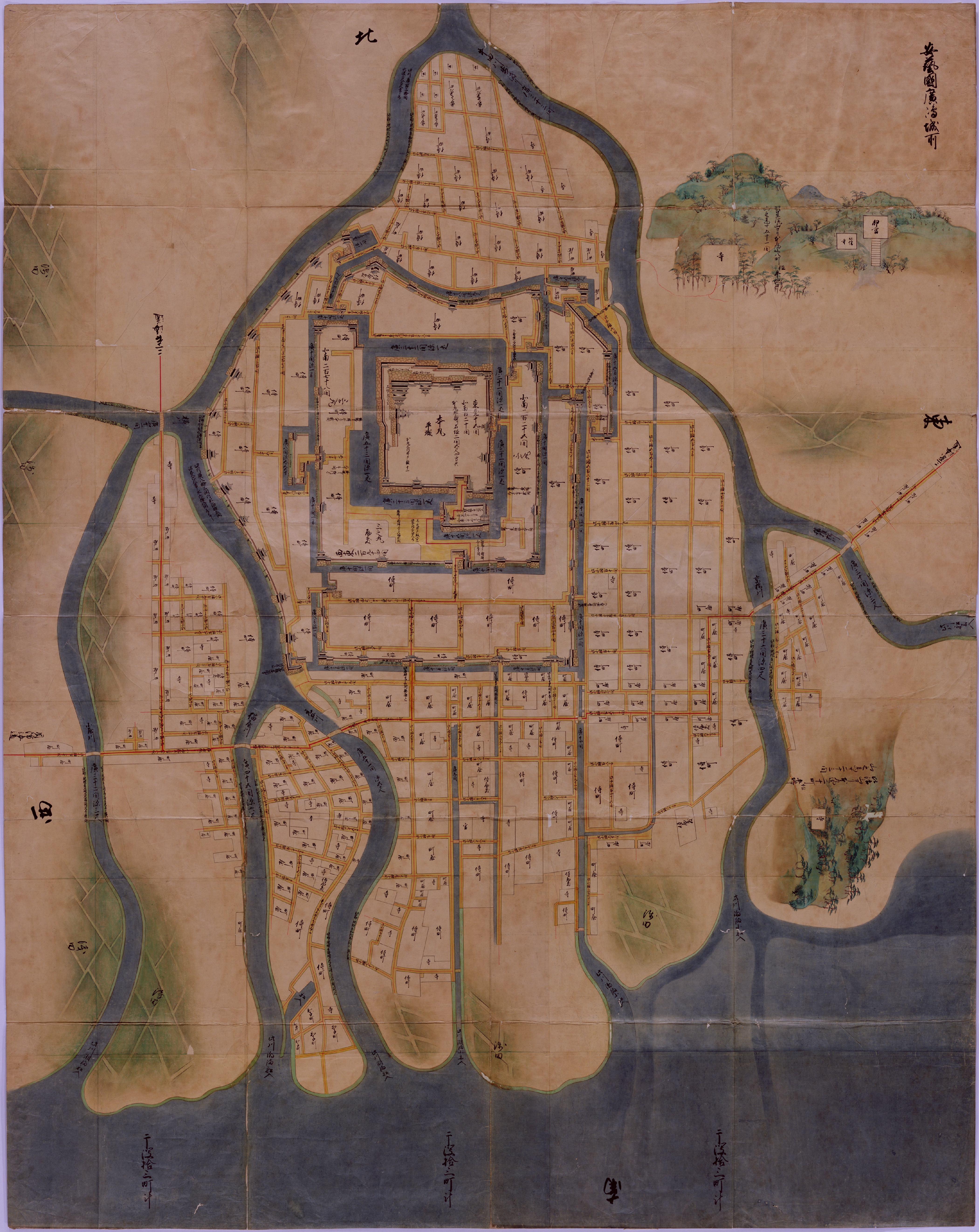
『正保城絵図安芸国広島城所絵図』。最も右側の川（猿猴川）唯一の橋が猿猴橋。

福島正則の改易によって浅野長晟が広島に入封すると、幕末まで浅野氏が広島藩を統治した。広島藩は防犯上の理由により城下で架橋制限していたため、この橋は猿猴川唯一の橋梁であった。寛永12年（1635年）武家諸法度によって参勤交代が義務化されると、当初広島藩は海路を採用していた。宝暦4年（1754年）頃から西国街道による陸路に切り替え、この橋は浅野氏広島藩の参勤交代ルートとなった。猿猴橋町は東側から広島城下に入る玄関口として宿場町に発展、京橋町付近は魚屋や市場が並んだ。
明治時代に入って、國道四號（現在の国道2号）筋の橋となる。木橋として最後の再架橋は明治19年（1886年）架橋。地元住民の手によるもので、橋長35間（34間6分とも）、幅員4間。欄干にはX型の角柱がはめられていた。
明治27年（1894年）広島駅が開業すると東の玄関口として交通量は増えていった。そのため木橋から頑丈な橋への永久橋化が望まれるようになった。明治27年日清戦争勃発、広島城内に広島大本営が設置される。同年9月15日東京から行幸した明治天皇は広島駅からこの橋を通り大本営へ入っている。

### 現橋と被爆
大正14年（1925年）6月起工、大正15年（1926年）3月7日鉄筋コンクリート桁橋として架け替えられた。工事費106,318円74銭（1926年当時） 。施工業者妻木組の妻木伊三郎の私費、塚本町の長尾氏・商品陳列館図案部の阿部技師・山根三二郎・洋画家の増田健夫の製作で、金物飾りが飾られた。贅を尽くした美しい橋に仕上がり、その様子は「広島一」「西日本一」と謳われ、同年3月16日に開通式が盛大に行われ、渡り初めには遠方から大勢の人が詰めかけ約1万人が見守ったと伝わる。ただ当時の土木技術者から当時主要国道のわりには幅員が狭かったと指摘されている。昭和初期に相生通りが新しい国道として整備されることになる。
金属製の飾りはその後、太平洋戦争中に金属類回収令によって昭和18年（1943年）には取り外され、その後は石製の飾りが据えられた。
昭和20年（1945年）8月6日広島市への原子爆弾投下により被爆。爆心地より約1.82kmに位置した。爆風方向に架かっていたため一部欄干の破損があったものの、落橋にはいたらなかった。そのため、広島市内から当時救護所に指定されていた東練兵場への避難経路として用いられた。その際、橋のたもとには警官が立ち、市中心部への立ち入りを禁じたという。
戦後、欄干は一部補修されたがその際にも花崗岩が用いられている。

### 現代

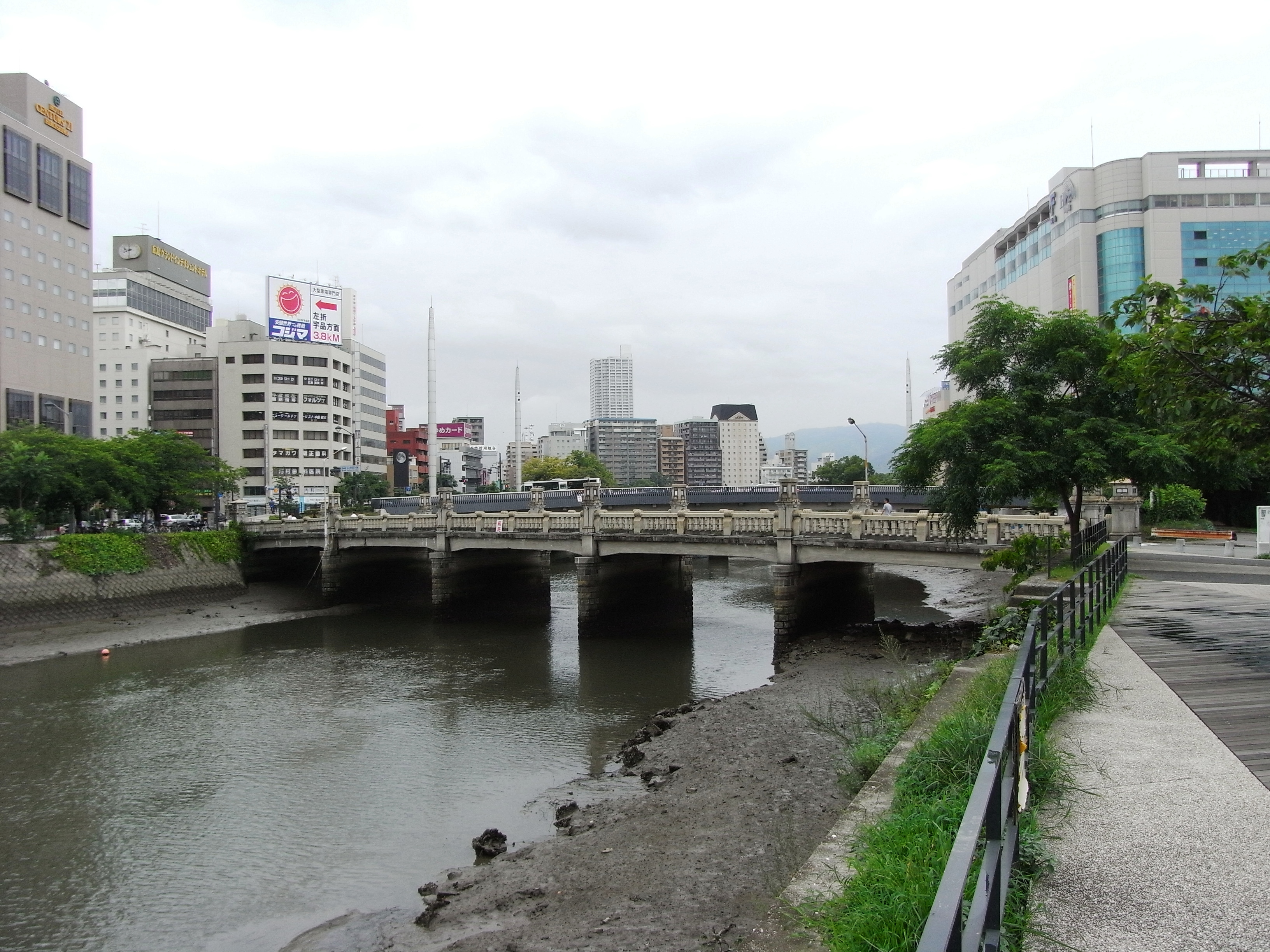
旧飾りのもの（2008年時点）

昭和31年（1956年）駅前大橋の完成にともない主要幹線から外れたため交通量は減ったが、その後も現在に至るまで地元住民の生活道路・橋梁として使用されている。被爆橋梁という歴史的に意義のある橋ということから、広島市は管理する橋梁でも優先的に維持管理を行っている。平成23年（2011年）には土木学会選奨土木遺産に選定された。
2000年代に入り、地元住民を中心に親柱・欄干を大正期の架設当時のデザインに復元する運動が起こることになる。平成20年（2008年）6月には親柱上の鷲像の小型模型が発見され、同年11月には広島市立大学の協力を得て復元模型が完成した。さらに平成21年（2009年）3月正式に「猿猴橋復元の会」が結成され、復元費用の募金活動などがおこなわれてきた。そして平成26年（2014年）広島市による「被爆70周年記念事業」の一環として市の予算での復元が正式決定、平成28年（2016年）3月完成した。総事業費4億1千万円、施工は宮川興業。同年3月28日、大正時代の渡り初め式を再現した「えんこうさん」が行われ、地元住民・県知事・市長らが参加した。

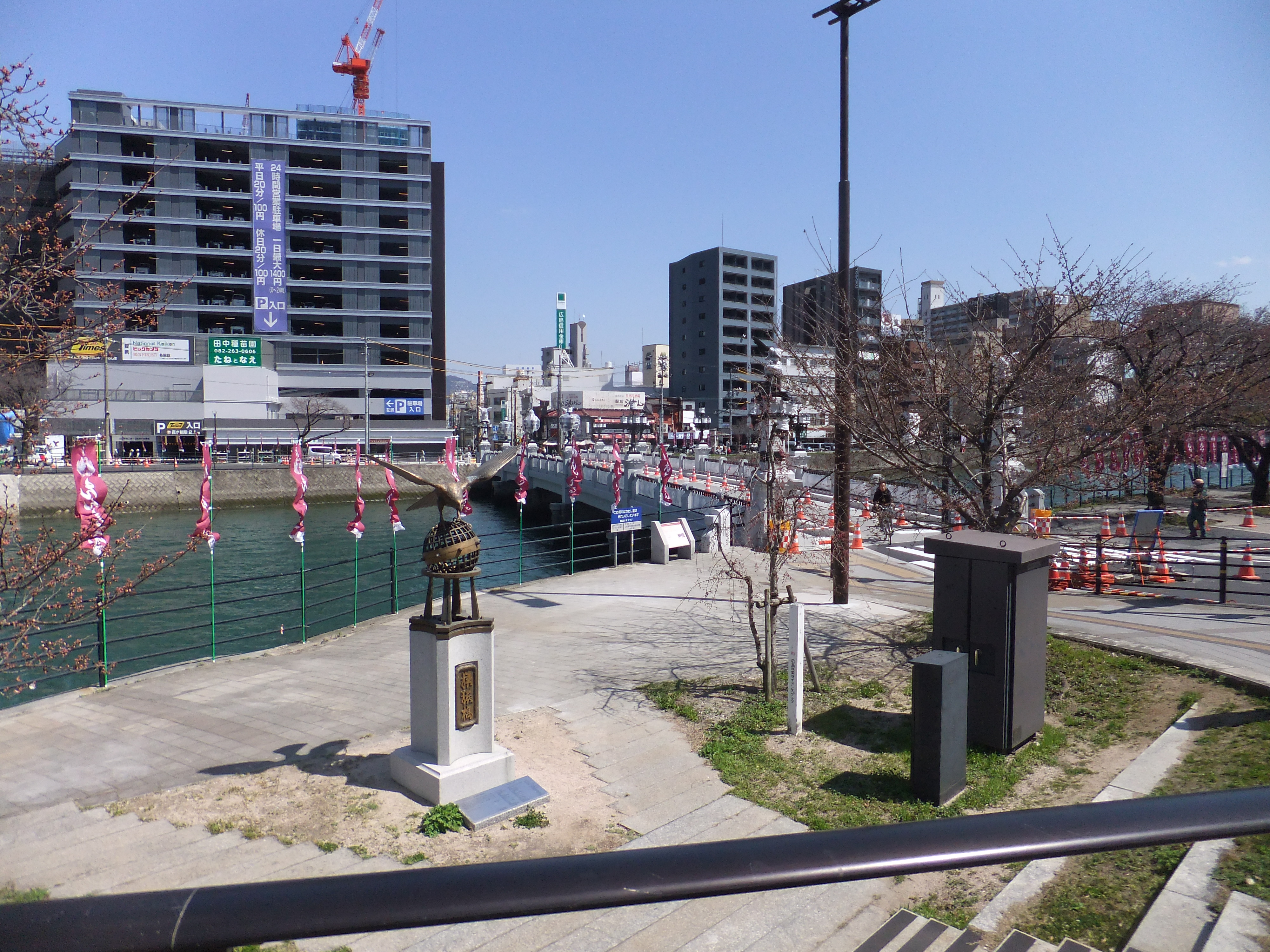
猿猴橋復元の会によって2015年建立されたモニュメント
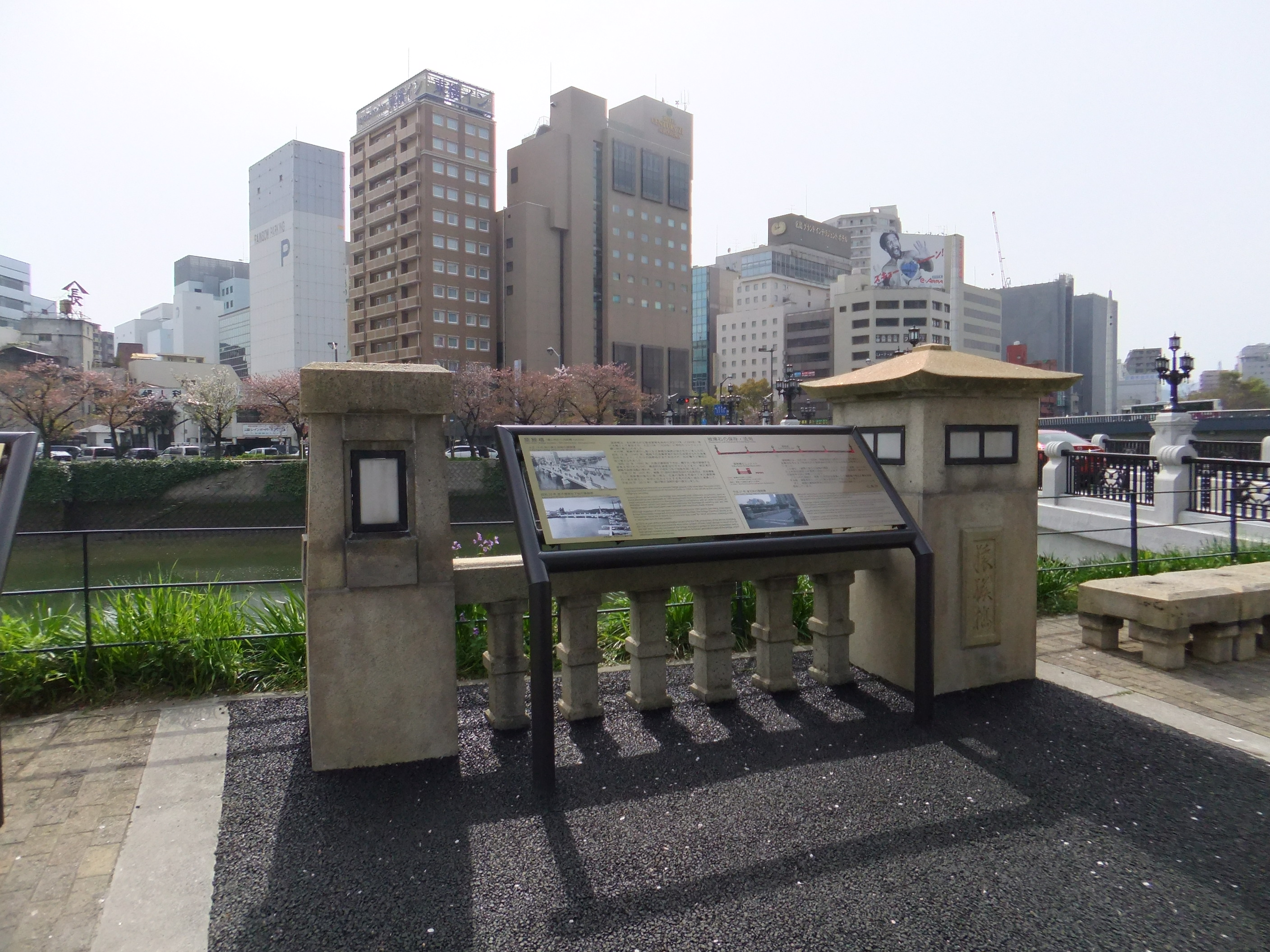
以前の親柱・中柱の上にあった石製飾りと説明板

## 文学
- 頼山陽『郷に到る』

文政8年（1825年）京都を拠点に活動していた頼山陽が帰省途中この橋で母梅颸を想って詠んだ漢詩。東詰にモニュメントとして設置されている。
- 松本清張『半生の記』, 1970年6月 , 新潮社 , ISBN 4101109125

清張の生い立ちから作家デビューまでを記したいわゆる私小説。この中に箒の行商として被爆後の広島を訪れこの橋の上から川面を眺める描写がある。なお清張はこの近辺、京橋町あるいは蟹屋町生まれという説があり、詳細は松本清張#出生地を参照。

## 周辺

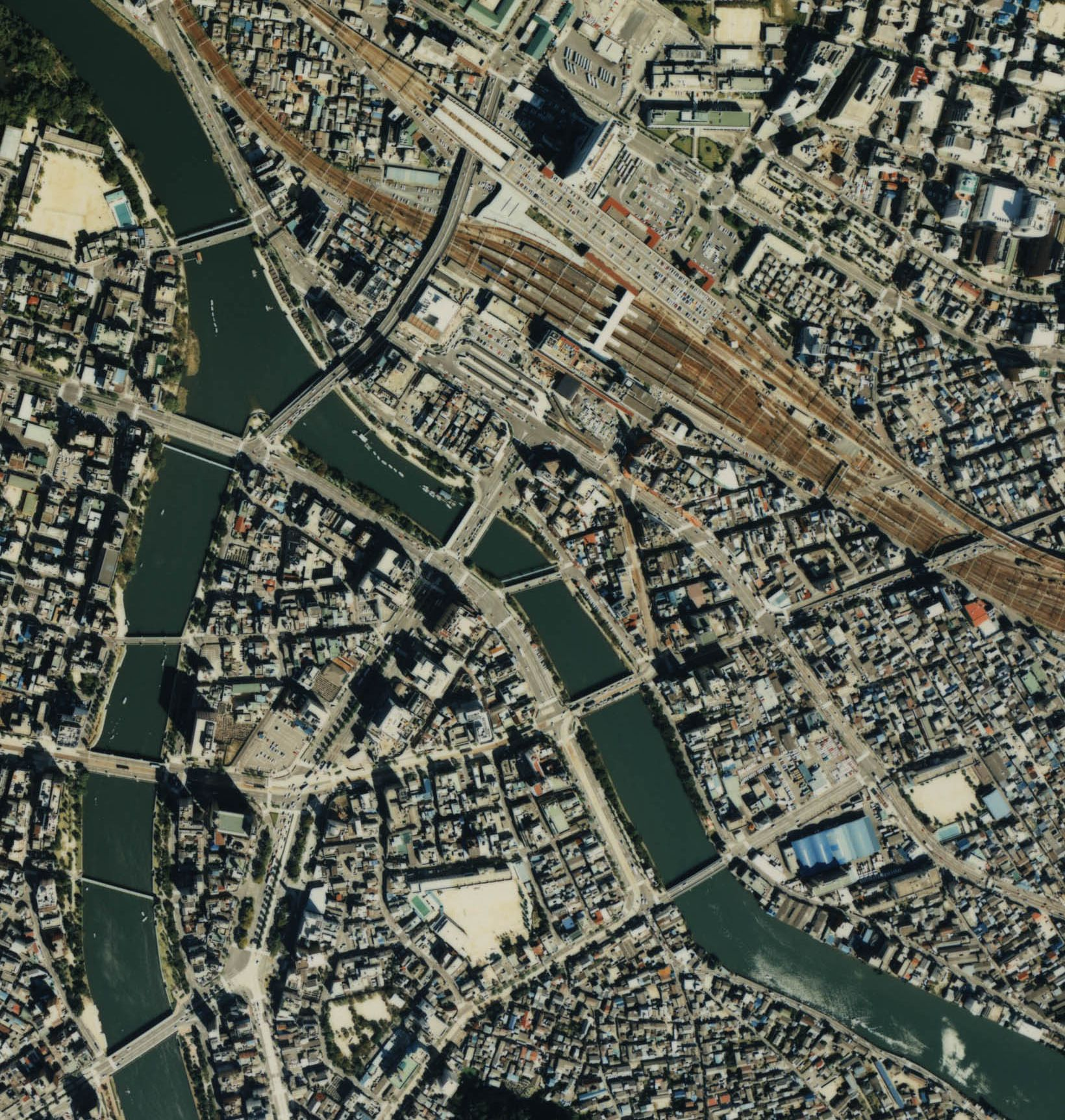
1988年の広島駅南周辺。分岐から上が猿猴川であり、分岐から3つ目の橋が猿猴橋。上流側に水道橋が見える。

左岸側はJR広島駅前にあたり、2014年現在エールエールB館の工事が行われている。かつては愛友市場・猿猴橋市場、被爆建物旧住友銀行東松原支店など古い店舗が存在していた。
上流側に駅前通りの駅前大橋、下流側に荒神橋がある。広島電鉄本線は2025年8月2日までは荒神橋を、同年8月3日以降は駅前大橋を通っている。
昔は西へ道沿いにまっすぐ進むと京橋にたどりついたが、駅前通り（広島市道駅前吉島線）改良に伴い直進できなくなった。
猿猴橋から平和橋までの猿猴川右岸側は、「猿猴川アートプロムナード」として佐々木葉二のデザインで整備された。
いろは松
江戸時代から少なくとも大正時代初期にかけて、猿猴橋東詰の西国街道筋つまり当時の国道2号筋にマツ並木が存在し、当時「東松原」あるいは「いろは松」と呼ばれていた。最初の植樹は慶長年間、つまり猿猴橋架橋後に西国街道として整備されだした時期のことである。江戸時代には家康を祀る広島東照宮への参道の入り口にあたることから、下馬し通行する習わしとなっていた。広島駅周辺の住所は松原町というが、これが由来である。
いろは松は幾度か枯れ明治時代に植え直され大正時代初期には存在していたものの、汽車の煤煙の影響で昭和16年（1941年）ごろにはほとんど枯死した。
猿猴橋水道橋
猿猴橋上流側には昔、水道橋が存在し、長い間市内最古の水道橋として使用されてきた。

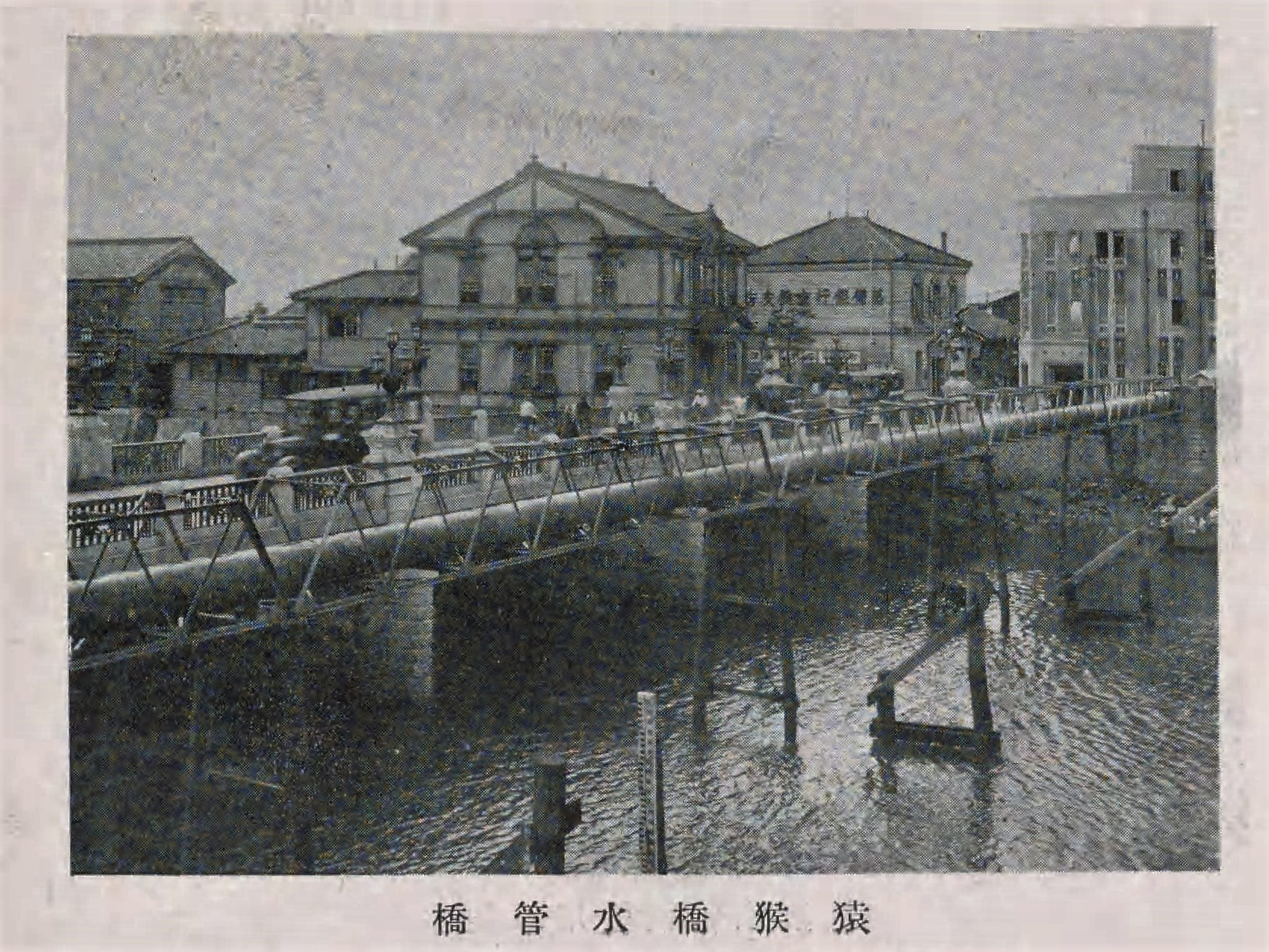
1930年代

明治30年（1897年）4月5日着工、同年7月29日竣工。市内最古の浄水場である牛田浄水場建設と同時に作られた水道橋であり、元々は日清戦争以降に兵站拠点となっていた宇品へ上水を送る「広島軍用水道」の水道管だった。以下、竣工当時の諸元を示す。
- 管径 : 16寸(約48.48cm)[40]
- 橋種 : ワーレントラス橋[40]
- 桁サイズ : 長さ44尺4寸(約13.45m)×幅5尺(約1.52m)×高さ5尺[40]
- 橋脚 : 石張RC壁式、杭基礎[40]

当時のルートは、牛田、大須賀から南下してきた水道管がこの橋を渡り市内方向へ進み、京橋東詰で再び南へと向かい宇品港へと伸びていた。
昭和20年（1945年）8月被爆（爆心地から約1.8km）、同年9月の枕崎台風と2度の大きな災害にも落橋を免れた。
その後直されて使用されてきたが、平成17年（2005年）9月台風14号による洪水で一部橋脚が洗掘により沈下してしまい使用停止した。平成19年（2007年）に全撤去された。現在、水道管および橋脚の一部は牛田浄水場内の水道資料館に展示されている。

## ギャラリー
- 2016年工事中の猿猴橋
- 2016年完成直後の猿猴橋
- 西側から猿猴橋を撮影
- 東側から猿猴橋を撮影